# Rivesaltes
Rivesaltes là một xã trong vùng Occitanie, thuộc tỉnh Pyrénées-Orientales, quận Perpignan, tổng Rivesaltes. Tọa độ địa lý của xã là 42° 46' vĩ độ bắc, 02° 52' kinh độ đông. Rivesaltes nằm trên độ cao trung bình là 29 mét trên mực nước biển, có điểm thấp nhất là 11 mét và điểm cao nhất là 70 mét. Xã có diện tích 28,76 km², dân số vào thời điểm 1999 là 7.940 người; mật độ dân số là 276 người/km².

## Thông tin nhân khẩu
| 1962  | 1968  | 1975  | 1982  | 1990  | 1999  |
| ----- | ----- | ----- | ----- | ----- | ----- |
| 5 910 | 6 442 | 6 589 | 6 781 | 7 110 | 7 940 |

## Nhân vật nổi tiếng
- Joseph Joffre, tướng quân đội, thống chế của Pháp